# Praktyka Teoretyczna
Praktyka Teoretyczna – interdyscyplinarne (filozofia, krytyczne nauki społeczne), recenzowane i punktowane czasopismo naukowe, wydawane pierwotnie przez Instytut Filozofii UAM, a od 2022 r. przez Wydział Nauk Społecznych Uniwersytetu Wrocławskiego.

## Cele i charakter czasopisma
Praktyka Teoretyczna to kwartalnik wydawany w wolnym dostępie Open Access. Redakcja obok pisma prowadzi także witrynę, na której, obok artykułów naukowych, zamieszczane są także teksty popularnonaukowe, wywiady, tłumaczenia (m.in. Prekariat Guya Standinga), interwencje teoretyczne oraz komentarze. W latach 2014–2018 Praktyka Teoretyczna prowadziła cykl "Co czytać? Przegląd literatury krytycznej", w ramach którego ukazało się ponad sto recenzji, omawiających polskie i zagraniczne nowości wydawnicze.
Praktyka Teoretyczna to również kolektyw tłumaczy i tłumaczek, za sprawą którego ukazały się po polsku takie książki jak Rzecz-pospolita Michaela Hardta i Antonia Negriego, Bunt miast czy Przewodnik po Kapitale Davida Harveya.
Pismo na swoich łamach prezentuje przede wszystkim teksty z zakresu współczesnej filozofii polityki, jak również krytycznych nauk społecznych. Numery tematyczne pisma dotyczą między innymi pojęcia wspólnoty, dorobku Róży Luksemburg, filozofii Gilles’a Deleuze'a, biopolityki, dochodu powszechnego, migracji, badań nad uniwersytetem, podziemnych nurtów nowożytnej filozofii, antykomunizmu jako dyskursu wykluczenia czy Kapitału Karola Marksa.

## Rada naukowa[5]
- Zygmut Bauman † (University of Leeds)
- Rosi Braidotti (Uniwersytet w Utrechcie)
- Neil Brenner (Harvard Graduate School of Design)
- Michael Hardt (Duke University)
- Peter Hudis (Oakton Community College)
- Leszek Koczanowicz (Szkoła Wyższa Psychologii Społecznej)
- Wioletta Małgorzata Kowalska(Uniwersytet w Białymstoku)
- Michael Löwy (École des hautes études en sciences sociales)
- Ewa Alicja Majewska (ICI Berlin)
- Matteo Pasquinelli (Queen Mary University of London)
- Ewa Rewers (Uniwersytet im. Adama Mickiewicza)
- Gigi Roggero (Universita di Bologna)
- Saskia Sassen (Columbia University)
- Jan Sowa (Uniwersytet Jagielloński)
- Tomasz Szkudlarek (Uniwersytet Gdański)
- Jacek Tittenbrun † (Uniwersytet im. Adama Mickiewicza)
- Alberto Toscano (Goldsmiths University of London)
- Kathi Weeks (Duke University).
- Anna Zeidler-Janiszewska †  (SWPS)

## Punkty i indeksacja
Zgodnie z wykazem czasopism naukowych ogłoszonym przez Ministerstwo Edukacji i Nauki w grudniu 2021 roku, Praktyka Teoretyczna posiada 40 punktów.
Czasopismo jest indeksowane w następujących bazach:
BazHum, DOAJ, CEEOL, ARIANTA, ERIH PLUS 2015, PKP Index; Google Scholar; WorldCat; Ebsco; Scopus